# Saint-Joseph (illa de la Reunió)
Saint-Joseph és un municipi de l'illa de la Reunió. L'any 2006 tenia 11.282 habitants. Limita amb els municipis de Petite-Île, Saint-Philippe, Saint-Pierre, Sainte-Rose i Tampon.

## Administració
| Període | Identitat        | Partit |
| ------- | ---------------- | ------ |
| 2001-   | Patrick Lebreton | PS     |

## Personalitats
- Jean-Louis Prianon (1960), atleta.
- Patrick Cazal (1971), jugador d'handbol.